# Campionat equatorià de futbol
El campionat equatorià de futbol és la competició de futbol més important de l'Equador. És organitzat per la Federación Ecuatoriana de Fútbol. Es disputa anualment des de 1957, tot i la interrupció que patí de 1958 a 1959. El 2005 es disputaren dos campionats, anomenats Apertura i Clausura.
El campionat equatorià està dividit en diverses divisions. Les dues principals són anomenades Serie A i Serie B. Els dos millors equips de cada divisió ascendeixen a la divisió superior, mentre que els dos pitjors baixen de categoria. Els dos o tres millors classificats en la Serie A guanyen la participació a la Copa Libertadores.

## Història
L'any 1922 començaren a disputar-se els campionats amateurs de Guayas (Guayaquil) i Pichincha (Quito). El 1951, l'Associació de Futbol de Guayas es va convertir en professional i va celebrar el seu primer torneig professional per a clubs afiliats (per a clubs de Guayaquil) i va ser guanyat per Río Guayas. L'any 1954, l'associació de futbol de Pichincha va decidir convertir-se en professional i organitzar un torneig professional propi per als seus clubs afiliats (per als clubs de Quito i Ambato), creant el Campeonato Professional Interandino, guanyat per LDU Quito.
No fou fins a l'any 1957 quan es va organitzar el primer torneig nacional de futbol per als guanyadors de les dues lligues. El primer campionat de futbol equatorià es va disputar entre el campió i subcampió del Campeonato Professional de Fútbol de Guayaquil de 1957 de (Emelec i Barcelona, respectivament) i el campió i subcampió del Campeonato Professional Interandino de 1957 (Deportivo Quito i Aucas, respectivament). Emelec va guanyar el torneig i es va convertir en el primer campió nacional de futbol a l'Equador.
El 1958 i el 1959 no es va celebrar cap campionat. El torneig va tornar el 1960 amb el mateix format que el 1957. Aquesta vegada el camp va passar de quatre equips a vuit equips i fou campió el Barcelona SC. Aquest format va continuar fins a l'any 1967 quan es van produir una sèrie de canvis: els tornejos regionals es van suspendre després de la temporada de 1967, els equips que disputaren el campionat nacional a partir de 1968 formaren part de la Primera Categoria; i es va organitzar un segon nivell del futbol equatorià (Segunda Categoría), amb un sistema de descensos i ascensos.
El 1971, la Primera Categoria es va dividir en dues Sèries: Sèrie A i Sèrie B. La Sèrie A havia de ser el màxim nivell del futbol de clubs, mentre que la Sèrie B era la segona, i Segona la tercera. Entre 1983 i 1988, la Sèrie B es va fusionar amb la Segona, però la Sèrie A va continuar. La Sèrie B es va recuperar el 1989 i des de llavors s'ha mantingut com a segon nivell.
L'any 2005, el Campeonato Ecuatoriano es va dividir en dos tornejos per coronar dos campions en un any. Els dos tornejos es deien Apertura i Clausura. El torneig va tornar al seu format d'un any el 2006.
Des de 2019, la Liga Profesional del Fútbol de Ecuador (Liga Pro) es la responsable de l'organització dels tornejos. En el seu primer any, Delfín de Manta es va consagrar campió i Lliga de Quito subcampió. Aquest any, la Lliga Pro va decidir augmentar el nombre d'equips de 12 a 16 a la sèrie A.

## Historial
Font:
- 1957:  Emelec (1)
- 1958: no es disputà
- 1959: no es disputà
- 1960:  Barcelona SC (1)
- 1961:  Emelec (2)
- 1962:  Everest Guayaquil (1)
- 1963:  Barcelona SC (2)
- 1964:  Deportivo Quito (1)
- 1965:  Emelec (3)
- 1966:  Barcelona SC (3)
- 1967:  El Nacional (1)
- 1968:  Deportivo Quito (2)
- 1969:  LDU Quito (1)
- 1970:  Barcelona SC (4)
- 1971:  Barcelona SC (5)
- 1972:  Emelec (4)
- 1973:  El Nacional (2)
- 1974:  LDU Quito (2)
- 1975:  LDU Quito (3)
- 1976:  El Nacional (3)
- 1977:  El Nacional (4)
- 1978:  El Nacional (5)
- 1979:  Emelec (5)
- 1980:  Barcelona SC (6)
- 1981:  Barcelona SC (7)
- 1982:  El Nacional (6)
- 1983:  El Nacional (7)
- 1984:  El Nacional (8)
- 1985:  Barcelona SC (8)
- 1986:  El Nacional (9)
- 1987:  Barcelona SC (9)
- 1988:  Emelec (6)
- 1989:  Barcelona SC (10)
- 1990:  LDU Quito (4)
- 1991:  Barcelona SC (11)
- 1992:  El Nacional (10)
- 1993:  Emelec (7)
- 1994:  Emelec (8)
- 1995:  Barcelona SC (12)
- 1996:  El Nacional (11)
- 1997:  Barcelona SC (13)
- 1998:  LDU Quito (5)
- 1999:  LDU Quito (6)
- 2000:  Deportivo Olmedo (1)
- 2001:  Emelec (9)
- 2002:  Emelec (10)
- 2003:  LDU Quito (7)
- 2004:  Deportivo Cuenca (1)
- 2005-A:  LDU Quito (8)
- 2005-C:  El Nacional (12)
- 2006:  El Nacional (13)
- 2007:  LDU Quito (9)
- 2008:  Deportivo Quito (3)
- 2009:  Deportivo Quito (4)
- 2010:  LDU Quito (10)
- 2011:  Deportivo Quito (5)
- 2012:  Barcelona SC (14)
- 2013:  Emelec (11)
- 2014:  Emelec (12)
- 2015:  Emelec (13)
- 2016:  Barcelona SC (15)
- 2017:  Emelec (14)
- 2018:  LDU Quito (11)
- 2019:  Delfín (1)
- 2020:  Barcelona SC (16)
- 2021:  Independiente del Valle (1)
- 2022:  Aucas (1)
- 2023:  LDU Quito (12)
- 2024:  LDU Quito (13)